# Dominique Provost
Pour les articles homonymes, voir Provost.
Dominique Provost, née le 15 juin 1961 à Caen, est une footballeuse internationale française ayant évolué au poste d'attaquante. Elle a notamment joué au Football Club féminin condéen et compte quatre sélections en équipe de France.

## Biographie

### Carrière en club
Dominique Provost découvre le football dans son petit village de Grainville-sur-Odon au sud-ouest de Caen. Elle fait face d'abord à la réticence de sa mère, puis sur les conseils d'un éducateur, elle intègre finalement l'équipe féminine du Stade Malherbe Caen en 1976, à 15 ans. Elle remporte avec Caen plusieurs championnats et coupes de Normandie. Les filles obtiennent leur montée en championnat de France mais le club refuse avançant un manque d'argent. En 1981, elle rejoint donc le Football Club féminin condéen à Condé-sur-Noireau et découvre le haut-niveau. Deux ans plus tard, l'attaquante et ses coéquipières sont championnes de France de deuxième division, en battant le Paris Saint-Germain en finale (3-1). Provost inscrit un but en finale et finit également meilleure buteuse du championnat de France D2 avec 30 réalisations. Les années suivantes, le club s'installe durablement en première division sans parvenir à jouer les premiers rôles. Provost parvient tout de même à être la meilleure buteuse de la saison 1983-1984 avec 27 buts marqués.
En 1994, après treize ans à Condé, elle rejoint l'Entente sportive cormelloise à Cormelles-le-Royal qui évolue alors en National 1B, la deuxième division française. Elle arrête le haut-niveau à la fin des années 1990 et joue principalement avec l'équipe B en championnat régional dans les années 2000. Elle raccroche les crampons en 2008, à 47 ans.

### Carrière internationale
À la suite de ses bonnes performances en championnat de France, Dominique Provost est appelée en mars 1982 pour la première fois en équipe de France féminine par le sélectionneur Francis-Pierre Coché. Face aux Pays-Bas, elle n'entre toutefois pas en jeu. Elle connait sa première sélection en octobre 1983, en entrant en jeu face à la Suisse (0-0) lors des qualification au championnat d'Europe 1984. Elle inscrit son seul but en équipe de France lors d'un nul 2-2 face à l'Espagne, au Camp Nou à Barcelone, le 17 mars 1984 devant 6 000 spectateurs,. Elle joue un troisième match avec la sélection en février 1985 face à l'Italie (défaite 1-0).
Faisant face régulièrement à des opérations des genoux, elle dispute que peu de matchs en équipe de France et n'est pas rappelée qu'en septembre 1991 pour un match amical face à l'Italie. Ce match perdu 0-1 est son dernier match international.

## Palmarès

### En club
FCF Condé
- Championnat de France D2 (1)
  - Championne en 1983.

### Distinctions individuelles
- Meilleure buteuse du championnat de France D2 en 1982-1983 (30 buts)
- Meilleure buteuse du championnat de France en 1983-1984 (27 buts)

## Statistiques

### En sélection
| Sélection | Année | Statistiques | Statistiques |
| Sélection | Année | Matchs       | Buts         |
| --------- | ----- | ------------ | ------------ |
| France    | 1983  | 1            | 0            |
| France    | 1984  | 1            | 1            |
| France    | 1985  | 1            | 0            |
| France    | 1991  | 1            | 0            |
| Total     | Total | 4            | 1            |

## Après-carrière
Lors de sa carrière footballistique, Dominique Provost était ambulancière. Elle est par la suite devenue infirmière à l'Établissement public de santé mentale de Caen. Elle a également passé des diplômes d'entraîneure sans pour autant continuer dans cette voie. Elle participe à des conférences « pour transmettre les valeurs du football » et est membre de l'association Lady's Soccer, qui organise des événements sportifs autour du ballon rond afin de récolter des fonds pour la lutte contre le cancer. Elle fut également membre de la commission féminine du district du Calvados.